# オマリオン
オマリオン（Omarion、1984年11月12日 - ）は、アメリカの歌手、ソングライター、ダンサーである。元アイドルグループB2Kのリードボーカルで、2005年からソロで活動している。本名オマリ・イシュメール・グランドベリー（Omari Ishmael Grandberry）。弟のO'Ryanも歌手である。

## 経歴
カリフォルニア州イングルウッドで7人兄弟の長男として生まれる。2001年に4人組グループB2Kのメンバーとしてデビュー。アルバム『B2K』『Pandemonium』などがヒットする。2004年にグループは解散。2005年にソロデビューし、デビューアルバム『O』が大ヒット。グラミー賞にもノミネートされる。2006年12月、レコーディング時の年齢にちなむタイトルの2ndアルバム『21』をリリース。
また俳優としても活動し、映画『ユー・ガット・サーブド』などに出演している。

## ディスコグラフィ

### アルバム
| 年   | タイトル                | アルバム詳細 | チャート最高位 | 認定           |
| 年   | タイトル                | アルバム詳細 | US             | 認定           |
| ---- | ----------------------- | --- | -------------- | -------------- |
| 2005 | O                       | - 発売日: 2005年2月22日 - レーベル: Epic, Sony Urban - フォーマット: CD, digital download - 全米売上: 76.5万枚         | 1              | - US: ゴールド |
| 2006 | 21                      | - 発売日: 2006年12月26日 - レーベル: Epic, RCA, Sony Urban - フォーマット: CD, digital download - 全米売上: 39万枚     | 1              |                |
| 2007 | Face Off (with Bow Wow) | - 発売日: 2007年12月6日 - レーベル: Columbia, RCA, Sony BMG - フォーマット: CD, digital download - 全米売上: 60万枚    | 11             | - US: ゴールド |
| 2010 | Ollusion                | - 発売日: 2010年1月8日 - レーベル: StarWorld, EMI, MusicWorks - フォーマット: CD, digital download - 全米売上: 7.8万枚 | 19             |                |
| 2014 | Sex Playlist            | - 発売日: 2014年12月2日 - レーベル: Maybach Music Group, Atlantic - フォーマット: digital download - 全米売上: 4.3万枚 | 49             |                |